# Andy Van Vliet
Andy Van Vliet (Brasschaat, 27 juli 1995) is een Belgisch basketballer.

## Carrière
Van Vliet speelde in de jeugd van Kapellen, Basket Stabroek, Ticino Merksem daarna kreeg hij een kans in de jeugd van de Antwerp Giants. Bij hen kreeg hij zijn eerste speelminuten in de hoogste klasse. In 2015 ging hij collegebasketbal spelen voor Wisconsin Badgers en daarna William & Mary Tribe. 
In 2020 wilde hij niet langer wachten en koos hij om zijn profcarrière te starten bij BC Šiauliai in Litouwen. Aan het eind van het seizoen vertrok hij naar Israël bij Bnei Herzliya Basket. Hij verlengde er zijn contract voor het seizoen 2022/23. Na twee seizoenen maakte hij in de zomer van 2023 de overstap naar het Poolse Trefl Sopot. Met de Poolse club werd hij landskampioen.
Begin januari 2025 ging hij spelen voor het Griekse Maroussi BC. Eind februari 2025 verliet hij de club weer en tekende bij het Franse BCM Gravelines-Dunkerque. Van Vliet tekende voor het seizoen 2025/26 bij de Duitse eersteklasser Rostock Seawolves.

### Nationale ploeg
In 2020 werd hij voor het eerst opgeroepen voor de Belgian Lions.

## Erelijst
- Pools landskampioen: 2024